# Клишово (Оргеевский район)
Клишова (рум. Clişova) — село в Оргеевском районе Молдавии. Относится к сёлам, не образующим коммуну.

## География
Село расположено на высоте 46 метров над уровнем моря.

## Население
По данным переписи населения 2004 года, в селе Клишова проживает 1170 человек (567 мужчин, 603 женщины).
Этнический состав села:
| Национальность | Число жителей | Процентный состав |
| -------------- | ------------- | ----------------- |
| молдаване      | 1158          | 98,97             |
| румыны         | 6             | 0,51              |
| русские        | 4             | 0,34              |
| гагаузы        | 1             | 0,09              |
| прочие         | 1             | 0,09              |
| Всего          | 1170          | 100 %             |